# Froschmann Crabb
Froschmann Crabb (Originaltitel: The Silent Enemy) ist ein britischer Kriegsfilm von 1958 auf der Grundlage des Sachbuchs „Commander Crabb“ von Marshall Pugh. Er thematisiert den Einsatz italienischer Torpedoreiter der Decima Flottiglia MAS in Alexandria und Gibraltar 1941/42 und die Abwehr dieser Angriffe durch Kapitänleutnant der Royal Navy Lionel Crabb (1909–1956).

## Handlung

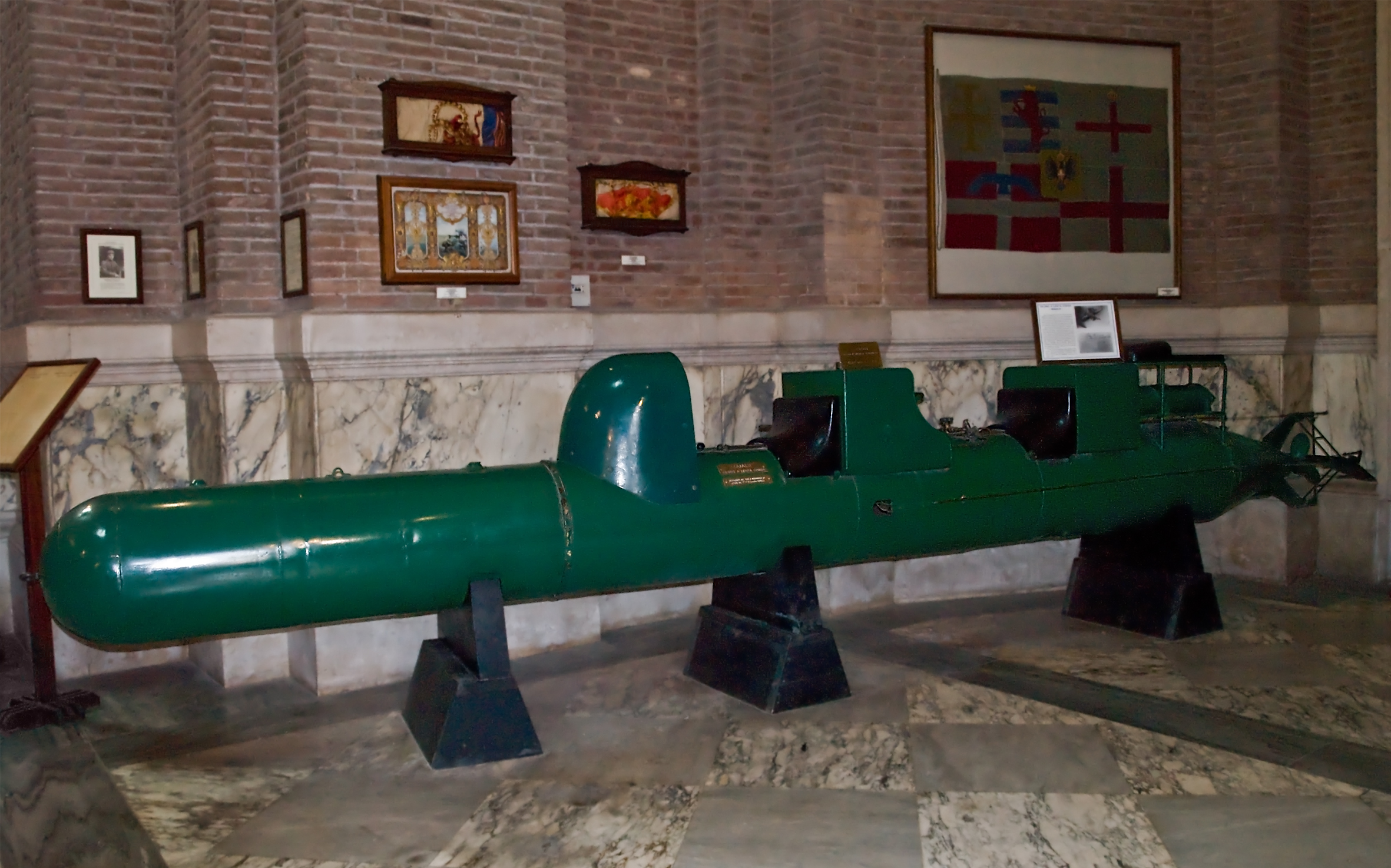
Maiale SLC

Im Vorspann wird der Film den Froschmännern aller Nationen gewidmet, die ihr Leben unter Wasser ließen, insbesondere Commander Lionel Crabb.
Zweiter Weltkrieg, Alexandria, 19. Dezember 1941. Im Hafen liegen die beiden britischen Schlachtschiffe Queen Elizabeth und Valiant. Italienische Torpedoreiter setzen Haftminen an den Schiffsrümpfen an. Als sie explodieren, sinken die beiden Einheiten auf Grund und sind für lange Zeit außer Gefecht gesetzt. Der kommandierende britische Admiral im Mittelmeer konstatiert, dass durch das Ausschalten der Schlachtschiffe das maritime Gleichgewicht im Meer gestört ist, so dass Gibraltar in Gefahr ist. Aufgrund seiner Lage gegenüber dem neutralen spanischen Hafen Algeciras besteht eine Sicherheitslücke. Außerdem arbeiten gut 1000 spanische Arbeiter auf britischen Einrichtungen in Gibraltar, die ebenfalls ein Sicherheitsrisiko darstellen.
Aus England kommend fliegt Kapitänleutnant Crabb in Gibraltar ein. Er soll eine kleine Einheit unterstützen, die die italienischen Froschmänner, die immer wieder Haftminen an Schiffen im Hafen anbringen, bekämpft. Die Royal Navy verfügt zur Abwehr der Italiener nur über zwei Taucher.
Crabb macht sich mit dem Tauchen vertraut. Bei einem ersten Einsatz wird eine Zeitbombe unter einem Schiff entfernt, das Sprengstoff geladen hat. Die Bombe wird an Land gebracht und von Crabb auf einem Flugplatz entschärft. Die Taucher erkennen, dass die Bomben so konstruiert sind, dass sie nicht im Hafen, sondern erst auf See explodieren. Damit wollen die Italiener den Briten suggerieren, die Frachter seien von U-Booten mit Torpedos angegriffen worden. So sollen die Spuren der Froschmänner verwischt werden.
Der britische Konsul in Algeciras klärt den Admiral darüber auf, dass sich in Algeciras under cover eine Gruppe von italienischen Marineoffizieren aufhält. Tomalino, ein Experte für Torpedoreiter, lebt bereits seit zehn Monaten in dem spanischen Hafen. Offenbar operieren die Italiener von dort aus. Tatsächlich hält sich in dem spanischen Hafen eine Gruppe von italienischen Experten auf, die als Nächstes plant, einen britischen Kreuzer in Gibraltar zu sprengen.
Zu Abwehr der italienischen Froschmänner setzten die Briten nun Wasserbomben ein. Beim Angriff auf Gibraltar stirbt ein Froschmann, ein anderer wird gefangen genommen. Er verweigert jedoch die Aussage. Crabb leitet die Seebestattung des gefallenen Italieners, was die Italiener in Algeciras per Fernglas beobachten. Die Engländer werfen einen Kranz ab, Crabb bekreuzigt sich als Geste des Respekts vor dem tapferen Gegner.
Die britische Unterwasserarbeitsgruppe (Underwater working party) erhält ein eigenes Hauptquartier in einem alten Gefängnis. Ein erfahrener Chief Petty Officer wird zur Ausbildung abkommandiert. Doch obwohl der Trupp ständig Minen räumt, kommt es zu weiteren Explosionen und schweren Schäden, da die Froschmänner immer wieder Lücken im Sicherheitsnetz finden.
Ein viermotoriges Flugzeug stürzt vor Gibraltar ab. An Bord ist der polnische General Władysław Sikorski. Seine Aktentasche muss unbedingt geborgen werden, da sie wichtige Geheimdokumente enthält. Im gesunkenen Flugzeugwrack kommt es zum Nahkampf zwischen Briten und Italienern. Luftschläuche werden durchschnitten, das Glas einer Tauchermaske eingestoßen. Den Briten gelingt die Bergung der Tasche, die Italiener verlieren zwei Froschmänner.

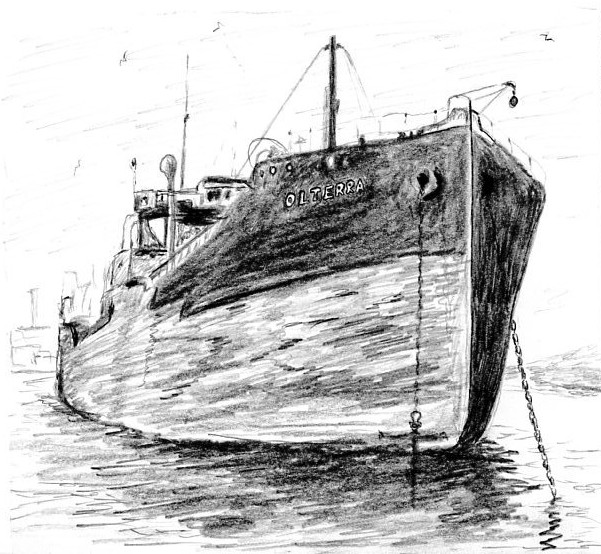
Schiff Olterra

In Gibraltar wird die zukünftige Invasionsflotte für Nordafrika erwartet. Die Italiener planen daher einen Großangriff. Mit Wissen des Admirals erkunden Crabb und ein Kamerad, getarnt als Schweden, Algeciras. Sie stoßen auf die Italiener und folgen ihnen zum Tanker Olterra, Heimathafen Neapel. Als ein großes Ölfass an Bord gehievt werden soll, geraten die Italiener in Panik, so dass Crabb und sein Begleiter folgern, dass die Olterra nicht der harmlose Tanker ist, der er nach außen hin zu sein scheint. Sie tauchen ohne Gerät zum Schiff ab und dringen durch eine geöffnete Schleuse in den Tanker ein. Sie stellen fest, dass der Tanker das Mutterschiff der Torpedoreiter ist, das als Operationsbasis für die Angriffe auf Gibraltar dient.
Crabb berichtet dem Admiral. Ein demnächst eintreffender Geleitzug muss unbedingt geschützt werden. Die Italiener attackieren erneut und versenken mehrere Schiffe. Doch Crabb greift nun mit erbeuteten Torpedoreitern die Olterra an. Zwar werden die Briten nach dem Anbringen der Haftminen entdeckt, doch zu spät: Die Olterra explodiert, die Angriffe auf Gibraltar müssen eingestellt werden. Crabb erhält in Anerkennung seines Erfolgs das Georgskreuz, glaubt aber, dass alle seine Männer es verdient haben.

## Kritiken
„Obgleich technisch und schauspielerisch effektvoll, wird der Film anfechtbar, wenn er den Zweiten Weltkrieg als ritterliches und sportliches Duell darstellt.“

## Historischer Hintergrund, Produktionsgeschichte
Der Film ist analog zum Buch frei nach tatsächlichen Begebenheiten gestaltet, die künstlerisch verdichtet wurden. So kam es nie zu einem Unterwassernahkampf zwischen britischen und italienischen Tauchern. Zwar war Crabb an der Untersuchung des Flugzeugwracks von Sikorski beteiligt, doch stand der Absturz in keinerlei Zusammenhang mit den Aktivitäten der Decima Flottiglia MAS in Algeciras, deren Name im Film im Übrigen nicht erwähnt wird.
Hintergrund der Filmproduktion war das ominöse Verschwinden Crabbs in der Crabb-Affäre 1956. Am 19. April war Crabb bei einem Taucheinsatz im Hafen von Portsmouth zum letzten Mal lebend gesehen wurde. Wie sich später herausstellte, war Crabb vom MI6, der innerhalb Großbritanniens nicht tätig werden darf, angeheuert worden, um den Rumpf des sowjetischen Kreuzers Ordschonikidse zu untersuchen. Der Kreuzer hielt sich mit anderen Einheiten der Sowjetischen Marine zu einem Staatsbesuch in England auf, u. a. mit Nikita Chruschtschow an Bord. Erst am 9. Juni 1957, gut 14 Monate später, wurde im Hafen von Chichester die Leiche eines Tauchers geborgen, der jedoch Kopf und Hände fehlten. Ob es sich dabei tatsächlich um Crabb handelte, konnte mit den damaligen Untersuchungsmethoden nicht endgültig geklärt werden. Der Fall erregte großes öffentliches Aufsehen und führte bis in die Gegenwart zu diversen Verschwörungstheorien.
Der Film wurde in enger Zusammenarbeit mit der britischen Admiralität, dem War Office, dem Air Ministry und insbesondere dem „Diving team“ der Mittelmeerflotte produziert.

## Trivia
Der Angriff auf Alexandria 1941 war bereits 1953 von Duilio Coletti unter dem Titel Die Sieben vom Großen Bären unter Zusammenarbeit mit der italienischen Marine verfilmt worden. 1962 folgte Alarm auf der Valiant, eine britisch-italienische Koproduktion.